# الكوردي
قرية الكوردي هي إحدى القرى التابعة لمركز صدفا في محافظة أسيوط في جمهورية مصر العربية. حسب إحصاءات سنة 2006، بلغ إجمالي السكان في الكوردي 1532 نسمة، منهم 781 رجل و751 امرأة.